# Xenodermus javanicus
Xenodermus javanicus är en ormart som beskrevs av Reinhardt 1836. Xenodermus javanicus är ensam i släktet Xenodermus som ingår i familjen Xenodermatidae. IUCN kategoriserar arten globalt som livskraftig. Inga underarter finns listade i Catalogue of Life.
Arten blir bara upp till 70 cm lång. Den förekommer i Sydostasien på Malackahalvön, Borneo, Sumatra och Java. Ormen vistas i fuktiga skogar, i risodlingar, på marskland och i mindre kanaler. Den lever delvis i vattnet och den kan gräva. Honor lägger ägg.
Bålen är huvudsakligen täckt av små fjäll. Några större fjäll har ett utskott på toppen som liknar en uppåtriktad köl. Fjällen med köl bildar längsgående linjer varav tre ligger på ryggens topp. Sedan förekommer en linje på varje kroppssida.
Arten är nattaktiv och ganska sällsynt. Födan utgörs av groddjur.